# Lexmark
Lexmark is een Amerikaans bedrijf, dat vooral actief is op het gebied van kantoorartikelen als printers, inktcartridges, kopieerapparaten en papier. Het bedrijf ontstond in 1991 als een onderdeel van IBM, maar werd in 1995 zelfstandig. Een gedeelte van Lexmark heeft zich gericht op het ontwikkelen van software voor bedrijven.
IBM voorzag destijds een papierloze maatschappij waarin geen markt meer zou zijn voor printers, en beloofde haar als Lexmark verzelfstandigde printerdivisie een aantal jaren niet zelf opnieuw een printerdivisie te beginnen. Toen die periode voorbij was wist IBM niet hoe snel ze weer met een eigen printerlijn moesten komen, want natuurlijk is het verkopen van printers nog steeds goede business.
De naam "Lexmark" komt voort uit het feit dat het hoofdkantoor van de IBM-printerdivisie gevestigd was in Lexington, Kentucky.
In 2016 kwam het bedrijf in handen van Apex Technology, PAG Asia Capital en Legend Capital.
Op 23 december 2024 maakte Xerox een overnamebod bekend op Lexmark ter waarde van US$ 1,5 miljard. Met deze overname versterkt Xerox zijn zijn positie in de kleurenprintmarkt en verdubbelt bijna in omvang. De combinatie heeft meer dan 200.000 klanten in 170 landen en beschikt over 125 fabricage- en distributiecentra in 16 landen.